# Acesso privilegiado
Em epistemologia, e em filosofia da mente, se diz que a primeira pessoa (o sujeito, o eu) tem acesso privilegiado aos seus próprios pensamentos. Isso significa que a primeira pessoa acessa (e conhece seus próprios pensamentos (tem autoconhecimento) de uma maneira que a terceira pessoa (os outros) não acessam. O acesso privilegiado pode ser caracterizado de duas maneiras:
- Caracterização positiva: O acesso privilegiado decorre da introspecção.
- Caracterização negativa: O conhecimento oriundo do acesso privilegiado não está baseado em evidências.

## O que dizem os filósofos
A posição tradicional, e ainda dominante, defende que cada um de nós tem acesso privilegiado aos próprios pensamentos. Descartes é um exemplo paradigmático de defensor do acesso privilegiado (ainda que o termo seja posterior a ele):
Mas, ao rejeitar assim tudo aquilo de que podemos de algum modo duvidar e ao fingir [que o duvidoso] é até mesmo falso, decerto facilmente supomos que nenhum Deus exista, nenhum céu, nenhum corpo e que nós próprios não tenhamos mãos, nem pés, nem enfim corpo algum; mas nem por isso [supomos] que nós, que pensamos tais coisas, nada sejamos. Pois é contraditório julgar que o que pensa, no momento mesmo em que pensa, não existe. E, por conseguinte, este conhecimento eu penso, logo existo é, de todos, o primeiro e o mais certo a ocorrer a quem quer que filosofe com ordem.
Para Descartes, temos acesso privilegiado mesmo no cenário extremo da dúvida. Isto é, temos autoconhecimento mesmo quando não podemos ter conhecimento de nenhuma outra coisa.
No extremo oposto à posição de Descartes está Gilbert Ryle. De acordo com o behaviorismo radical de Ryle, cada um de nós conhece os próprios pensamentos da mesma maneira que conhecemos os pensamentos dos outros. Conhecemos os pensamentos dos outros observando seu comportamento lingüístico e corporal, e temos que fazer o mesmo para conhecer nossos próprios pensamentos. Não há acesso privilegiado. Cada um descobre o que pensa a partir das evidências fornecidas pela fala e outros movimentos corporais.

## Textos
- Donald Davidson, 1987, "Conhecer a Própria Mente"
- René Descartes, 1641 (latim) e 1647 (tradução revisada para o francês), Meditações sobre Filosofia Primeira
- René Descartes, 1641, Princípios da Filosofia
- Gilbert Ryle, 1966, "Self-Knowledge"